# Claire Kremen
Claire Kremen (geb. 1961) ist eine US-amerikanische Ökologin und Naturschutzbiologin. Sie bekleidet den President’s-Excellence-Lehrstuhl für Biodiversität an der University of British Columbia.

## Leben
Kremen arbeitete für mehrere Jahre für die Wildlife Conservation Society und die Xerces Society. Sie arbeitete in Madagaskar an der Erforschung der dortigen Biodiversität. Später war sie an der Princeton University und der University of California, Berkeley tätig, wo sie das Center for Diversified Farming Systems und das Berkeley Food Institute mitgründete. Sie ist eine der Herausgeberinnen der Fachzeitschrift Frontiers in Sustainable Food Systems.

## Wirken
Kremen erforscht die Vereinbarkeit von Lebensmittelproduktion, biologischer Vielfalt und weiteren Ökosystemdienstleistungen und geht von der Notwendigkeit einer grundlegenden Veränderung landwirtschaftlicher Systeme aus. Hierzu sagte sie einmal: „Wir können unsere Böden einfach nicht weiter ihrer Fruchtbarkeit berauben und unsere Flüsse verschmutzen – dies wird letztendlich unsere Fähigkeit verringern, weiterhin die Lebensmittel zu erzeugen, die wir brauchen. Stattdessen müssen wir auf die Arten achten, von Mikroben bis zu Säugetieren, die für uns wichtige Dienstleistungen wie Bestäubung, Schädlingsbekämpfung und Nährstoffkreislauf erbringen.“ Ihr systemorientierter Ansatz kombiniert Feldstudien mit konzeptioneller und empirischer Forschung und basiert auf einer Bottom-up-Integration von Bestäubern, Wirbellosen und anderen Komponenten resilienter Ökosysteme, um ein diversifizierteres Anbausystem zu schaffen.
Ihre Arbeiten zum Land- und Meeresschutz in Madagaskar dokumentierten die dortige Artenvielfalt und trugen zum Aufbau des größten Nationalparks Madagaskars und zur Ausbildung von Fachkräften für die Waldbewirtschaftung bei.

## Auszeichnungen
Im Jahr 2007 wurde Kremen mit einer MacArthur Fellowship bedacht. Im Jahr 2020 wurde sie mit dem Volvo Environment Prize ausgezeichnet.

## Ausgewählte Veröffentlichungen
- Managing ecosystem services: What do we need to know about their ecology? In: Ecology Letters. Band 8, Nr. 5, 2005, S. 468–479.
- mit A. M. Merenlender: Landscapes that work for biodiversity and people. In: Science. Band 362, Nr. 6412, 2018.
- mit N. M. Williams, M. A. Aizen, B. Gemmill‐Herren, G. LeBuhn, R. Minckley, … & D. P. Vázquez: Pollination and other ecosystem services produced by mobile organisms: A conceptual framework for the effects of land‐use change. In: Ecology Letters. Band 10, Nr. 4, 2007, S. 299–314.